# Hugo Christiansen
Hugo Christiansen (født 5. juli 1940 i København, Danmark) er en dansk tidligere roer. Han var medlem af Københavns Roklub i Sydhavnen.
Christiansen var med i den danske firer uden styrmand ved OL 1960 i Rom. Mogens Jensen, Børge Kaas Andersen og Ole Kassow udgjorde resten af bådens besætning. Danskerne sluttede på femtepladsen ud af seks både i det indledende heat, og skulle derfor ud i et opsamlingsheat. Her kom man ind på tredjepladsen ud af fire både, og kvalificerede sig derfor ikke til finalen.